# Thất thủ Mogadishu
Mogadishu thất thủ vào ngày 28 tháng 12 năm 2006, khi quân đội thuộc Chính phủ Liên bang Chuyển tiếp của Somalia và quân Ethiopia tiến vào thủ đô Mogadishu của Somalia không gặp sự phản kháng. Sự việc theo sau một chuỗi chiến thắng nhanh chóng của Chính phủ Chuyển tiếp và quân đội Ethiopia chống lại Tòa án Liên minh Hồi giáo, vốn có trụ sở ở đó trước khi bỏ chạy về phía nam.

## Chính phủ kiểm soát
Ngày 28 tháng 12, binh sĩ chính phủ Somali với sự yểm trợ của Ethiopia tiến vào thủ đô Mogadishu, sau khi các lực lượng của phe Hồi giáo bỏ chạy khỏi thành phố này. Theo Thủ tướng Mohamed Ali Ghedi của chính phủ chuyển tiếp, quân chính phủ Somali sau khi ở Mogadishu, họ phối hợp các lực lượng để nắm quyền kiểm soát thủ đô. Quân đội chính phủ đẩy lui quân đội Hồi giáo và chiếm giữ các tòa nhà chủ chốt trong thành phố.
Các điểm trọng yếu được chiếm giữ gồm có sân bay, các tòa dinh thự và các cơ quan hành chính đầu não khác tại Thủ đô Somali. Theo nhiều nhân chứng, một số người dân ở Mogadishu hoan hô đoàn quân của chính phủ và đồng minh tiến vào thủ đô, nhưng tình hình xem ra vẫn còn căng thẳng. Một số nhân chứng khác trông thấy quân đội của phe Hồi giáo này di chuyển về thành phố cảng Kismayo ở miền Nam, nhiều người đã cởi bỏ bộ đồng phục của phe Hồi giáo và tái gia nhập các nhóm dân quân.
Meles Zenawi, Thủ tướng Ethiopia, quốc gia đang giúp đỡ phe chính phủ Somali tuyên bố binh sĩ Ethiopia tiêu diệt được từ 2000 đến 3000 tay súng của phe Hồi giáo trong suốt tuần lễ giao tranh vừa qua. Tuy nhiên, con số này sau được kiểm chứng. Thủ tướng Ethiopia cũng nói, quân đội Ethiopia sẽ tiếp tục ở lại Somalia thêm vài tuần để giúp ổn định tình hình. Phe chính phủ Somali do Thủ tướng Ali Mohamed Gedi đứng đầu đàm phán với các nhóm phe phái xung quanh thủ đô về chuyện bàn giao quyền lực.

## Hậu quả
Ngày 31 tháng 12, tại Mogadishu, một tên lửa nhằm vào quân đội Ethiopia đánh trúng một khu dân cư làm thiệt mạng một người phụ nữ và làm bị thương một người đàn ông và con gái của ông. Ngoài ra, một vụ nổ xảy ra vào khoảng 09:00 giờ địa phương tại Khách sạn Ramadan ở huyện Yaaqshiid, cựu trụ sở của Tòa án Liên minh Hồi giáo. Hai người bị thương. Mục tiêu được cho là nhắm vào quân Ethiopia vốn đã nắm quyền kiểm soát khách sạn.